# 2388 Gase
2388 Gase (1977 EA2) là một tiểu hành tinh vành đai chính được phát hiện ngày 13 tháng 3 năm 1977 bởi Chernykh, N. ở Nauchnyj.